# Antonio Salazar Castillo
Antonio Salazar Castillo (* 7. Februar 1989 in Ciudad Madero, Tamaulipas; † 8. Mai 2022 in Tonalá) war ein mexikanischer Fußballspieler auf der Position eines Stürmers.
Salazar Castillo ging aus der Nachwuchsabteilung des Club Deportivo Guadalajara hervor, bei dem er bis Ende 2013 unter Vertrag stand, wenngleich er auch oft auf Leihbasis für andere Vereine im Einsatz war. Sein Erstligadebüt gab er am 18. März 2007 im Aztekenstadion in einem Súper Clásico del Fútbol Mexicano gegen Guadalajaras Erzrivalen América, das seine Mannschaft mit 0:1 verlor.